# Entfliehet, verschwindet, entweichet, ihr Sorgen
Entfliehet, verschwindet, entweichet, ihr Sorgen, (Fuyez, disparaissez, échappez-vous, soucis) (BWV 249a), est une cantate profane de Johann Sebastian Bach, également connue comme « cantate du berger ».

## Histoire
La cantate a été écrite en 1725 pour le 43e anniversaire de Christian de Saxe-Weissenfels et jouée pour la première fois au château de Neu-Augustusburg, à Weissenfels le 23 février 1725. Le texte est de Picander et a été publié. La musique en est perdue mais a été retravaillée dans l'Oratorio de Pâques donné 5 semaines plus tard à Leipzig. Friedrich Smend a estimé que l'ordre des mouvements n'avait pas été modifié et qu'il était donc possible de reconstituer la musique. Les récitatifs manquants ont été ajoutés par Hermann Keller. On ne sait pas si les deux mouvements instrumentaux d'ouverture faisaient déjà partie de la cantate.

## Structure et instrumentation
C'est une histoire simple qui montre quatre bergers quittant leurs troupeaux pour se réjouir. Les bergers sont Doris (soprano), Sylvia (alto), Damoetas (ténor) et Menalcas (basse). L'orchestre est arrangé de façon joyeuse pour trois trompettes, timbales, deux hautbois, hautbois d'amour, basson, deux flûtes à bec, flûte traversière, violons et basse continue.
1. sinfonia allegro - adagio
2. aria à duetto (ténor, basse, dacapo : soprano, alto) : Entfliehet, verschwindet, entweichet, ihr Sorgen
3. récitatif (soprano, alto, ténor, basse) : Was hör ich da? Wer unterbricht uns hier
4. aria (soprano) : Hundertausend Scheicheleien
5. récitatif (soprano, alto, ténor, basse) : Wie aber, schönste Schäferin
6. aria (ténor) : Wieget euch, ihr satten Schafe
7. récitatif (alto, basse) : Wohlan! Geliebte Schäferinnen
8. aria (alto) : Komm doch, Flora, komm geschwinde
9. récitatif (basse) : Was sorgt ihr viel, die Flora zu beschweren
10. aria à quartetto (soprano, alto, ténor, basse) : Glück und Heil bleibe dein beständig Teil

L'aria du ténor, Wieget euch, ihr satten Schafe est accompagnée de violons assourdis doublés de flûtes à bec, suggérant une berceuse ou une musique pastorale.